# Estación de Corentin Celton
La estación de Corentin Celton es una estación del metro de París situada al sur de la capital, en la comuna de Issy-les-Moulineaux. Forma parte de la línea 12. 

## Historia
Fue inaugurada el 24 de marzo de 1934 tras la ampliación de la línea 12 hacia Issy-les-Moulineaux.
Fue llamada inicialmente Petits Ménages. El 15 de octubre de 1945, la estación fue rebautizada con su nombre actual en honor a Corentin Celton, un enfermero y sindicalista francés perteneciente al partido comunista. Con el inicio de la Segunda Guerra Mundial tuvo un papel activo en la resistencia francesa hasta que fue detenido, encarcelado y finalmente fusilado por los alemanes. Corentin Celton da también nombre a un hospital cercano.

## Descripción
Se compone de dos andenes y de dos vías. Luce un diseño absolutamente clásico, en bóveda y con azulejos blancos. Su iluminación ha sido renovada con estructuras que sobrevuelan ambos andenes proyectando la luz hacia la bóveda. La señalización, realizada con azulejos azules y blancos, conserva el estilo Motte. Los asientos de la estación son individualizados, de color naranja y de estilo Motte